# الرجال اللطفاء
الرجال اللطفاء (بالإنجليزية: The Nice Guys)‏ هو فيلم حركة كوميدي وإثارة تم إنتاجه في الولايات المتحدة وصدر في سنة 2016. الفيلم من إخراج وكتابة شاين بلاك، ومن بطولة راسل كرو ورايان غوسلينغ وماثيو بومر ومارغريت كوالي وكيث ديفيد.

## القصة
في لوس أنجلوس عام 1977، يحاول محقق خاص وبلطجي معرفة الحقيقة بشأن أنتحار نجمة أفلام إباحية.

## الميزانية والإيرادات
بلغت تكلفة إنتاج الفيلم حوالي 50 مليون دولار بينما حقق إيرادات تقدر بـ 56.9 مليون دولار.

## وصلات خارجية
- الرجال اللطفاء على موقع IMDb (الإنجليزية)
- الرجال اللطفاء على موقع ميتاكريتيك (الإنجليزية)
- الرجال اللطفاء على موقع روتن توميتوز (الإنجليزية)
- الرجال اللطفاء على موقع نتفليكس (الإنجليزية)
- الرجال اللطفاء على موقع قاعدة بيانات الأفلام العربية
- الرجال اللطفاء على موقع ألو سيني (الفرنسية)
- الرجال اللطفاء على موقع Turner Classic Movies (الإنجليزية)
- الرجال اللطفاء على موقع أول موفي (الإنجليزية)
- الرجال اللطفاء على موقع بوكس أوفيس موجو (الإنجليزية)
- الرجال اللطفاء على موقع فيلمافينيتي (الإسبانية)